# Bongeia brevicauda
Bongeia brevicauda är en insektsart som beskrevs av Viktor von Ebner-Rofenstein 1943. Bongeia brevicauda ingår i släktet Bongeia och familjen vårtbitare. Inga underarter finns listade i Catalogue of Life.